# Programa Hermes
El projecte Hermes (15 de novembre de 1944 - 31 de desembre de 1954), va ser iniciat en resposta als atacs de coets alemanys a Europa. El Projecte Hermes determinaria les necessitats de míssils de les forces de l'exèrcit. "D'acord amb el Departament d'Artilleria va entrar en un contracte d'investigació i desenvolupament amb General Electric Company el 20 de novembre de 1944. "Aquest contracte autoritza General Electric Company per trobar el desenvolupament de míssils de llarg abast que podrien utilitzar-se tant contra objectius terrestres i avions de gran altitud. El contractista es compromet a dur a terme investigacions, recerca, experiments, el disseny, el desenvolupament i el treball d'enginyeria en relació amb el desenvolupament de míssils de llarg abast per a l'ús contra objectius terrestres i avions de gran altitud." General Electric també estava investigant els ramjets, motors de combustible sòlid, motors de coets de propulsant líquid, i propulsors híbrids. "El contracte també requereix la General Electric Company per desenvolupar equips de control remot, l'equip terrestre, dispositius de control d'incendis i dispositius de cerca d'objectius."
Hermes va ser el segon programa de míssils de l'exèrcit. Al maig de 1944, l'exèrcit va contractar el Guggenheim Aeronautical Laboratories de la California Institute of Technology per inicar el projecte ORDCIT, per investigar, provar i desenvolupar míssils guiats. El programa Hermes originalment havia de tenir tres fases; primer caldria una recerca en la literatura, en segon lloc un grup de recerca seria enviat a Europa per investigar els míssils alemanys, tercer "seria dissenyar i desenvolupar propis sistemes experimentals. Bàsicament, aquest projecte cobreix totes les fases de la tecnologia de míssils amb l'excepció de desenvolupament a gran escala i la producció d'ogives i espoletes. No obstant,. .. aquestes àrees poden ser agrupades dins de tres categories generals, és a dir, els míssils A1 i A2, els míssils A3, i tots els altres míssils Hermes i el suport a la investigació."
Al desembre de 1944, el Projecte Hermes va tenir la tasca d'estudiar els V-2. Els subjectes que anaven a ser tractats eren ".. .el transport, la manipulació, desembalatge, classificació (identificació), recondicionament i prova de components de coets alemanys, així com el muntatge i prova dels subconjunts i coets complets, fabricació de peces noves, modificació de peces existents, la realització de proves especials, la construcció d'equips de prova temporal no disponibles al Proving Ground, amb l'obtenció i maneig dels propulsors i supervisió de llançament de coets." El mandat del Projecte Hermes va crear la necessitat d'una extensa àrea en la qual es podrien provar amb seguretat míssils. L'Exèrcit es va traslladar a crear la White Sands Proving Grounds al centre sud de Nou Mèxic com un lloc per posar a prova els nous míssils.
Quan l'Exèrcit dels EUA van capturar als enginyers de Peeemünde, incloent Werner Von Braun, el Dr. Richard W. Porter del Projecte Hermes va estar al darrere. Després de la captura per les forces estatunidenques de la fàbrica V-2 de Mitteilelwerk, la Missió Especial V-2 va escombrar i recollir suficients components per muntar 100 coets. Els components van ser traslladats ràpidament a Nou Mèxic. Tres-cents vagons de tren amb peces i documentació dels V-2 van arribar a la White Sands Proving Grounds i el personal de General Electric va iniciar la tasca d'inventari dels components. Durant els següents cinc anys de recondicionament i fabricació de peces, muntatge, modificació i el llançament de coets V-2 seria la part principal del projecte Hermes. Molts dels components de V-2 es trobaven en mal estat o inutilitzables.
Després que la tecnologia del V-2 alemanya va ser importada als Estats Units, l'Exèrcit va formar l'Upper Atmosphere Research Panel a principis de 1946 per supervisar els experiments tant sobre la seva tecnologia i el seu ús per a la investigació de l'atmosfera superior. Un terç dels membres del panell van ser científics de la General Electric. El projecte Hermes es va ampliar per incloure la prova dels coets sonda V-2. Els treballadors de General Electric, amb l'ajuda d'especialistes alemanys, van muntar V-2s al White Sands Proving Grounds a Nou Mèxic on l'exèrcit va construir una casa de blocs i el Launch Complex 33, ara un National Historical Landmark, una zona històrica nacional. El primer llançament V-2 va tenir lloc el 16 d'abril de 1946 però va aconseguir només 3,4 milles d'altitud. L'altitud màxima assolida pel projecte Hermes a través d'un V-2 va ser de 1154 milles assolides pel V-2 #17 el 17 de desembre de 1946. Hi havia 58 V-2 estàndards, 6 V-2 Bumper amb una segona etapa WAC Corporal, i 4 V-2 modificats dràsticament com a Hermes IIs (Hermes B) pel Projecte Hermes. L'últim vol de l'Hermes va tenir lloc en el V-2 #60 del 29 d'octubre de 1951, transportant una càrrega de la Signal Corps Electronic Laboratory. La majoria de fotografies dels V-2 americans mostren les marques blanques i negres comunes. Els dos primers que van volar van ser pintats en groc i negre. Altres tenien combinacions de blanc, negre, plata i vermell. Els dos últims enlairats sota el Projecte Hermes eren negre, blanc, i vermell amb un gran logotip de "Buy Bonds" (V-2 #52) i blanc, negre i plata amb un petit logotip de "Buy Bonds".
El programa de V-2 del Projecte Hermes va ha aconseguir els seus objectius. En primer lloc, havia adquirit experiència en la manipulació i el llançament de míssils grans i es va entrenar a personal de l'Exèrcit per llançar-los (els últims 4 vols V-2 americans no eren part del Projecte Hermes, es van posar en marxa per l'Exèrcit pels "Training Flights", vols d'entrenament). Segon, Hermes havia proporcionat vehicles per als experiments que van ajudar al disseny de propers míssils. En tercer lloc, l'Hermes havia provat components per a futurs míssils. En quart lloc, Hermes havia obtingut les dades balístiques sobre les trajectòries de gran altitud, així com el desenvolupament de diversos mitjans de localització d'aquestes trajectòries. En cinquè lloc, el programa V-2 havia proporcionat vehicles per a la investigació de l'atmosfera superior i biològica. A més, molts dels components van haver de ser fabricats de nou, a causa de l'escassetat i l'estat deteriorat. El més notable va ser el sistema de guia inercial i l'ordinador.